# Leonid Eduardowitsch Sluzki

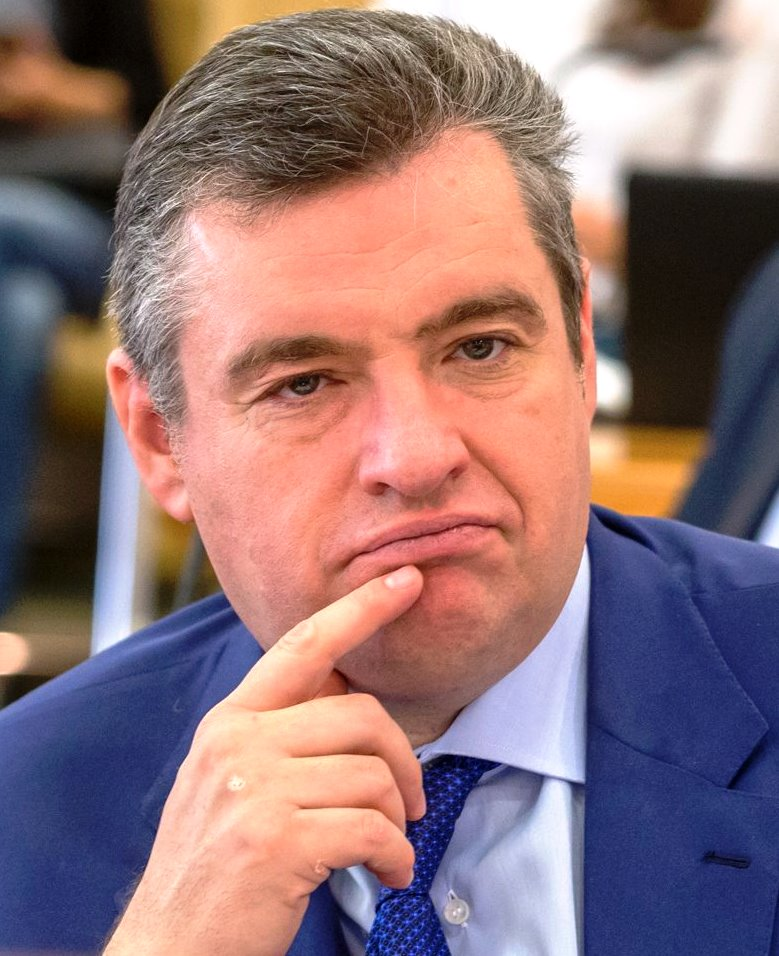
Leonid Sluzki, 2018

Leonid Eduardowitsch Sluzki (russisch Леонид Эдуардович Слуцкий Leonid Ėduardovič Sluckij; * 4. Januar 1968 in Moskau) ist ein russischer Politiker und seit 18. Mai 2022 Vorsitzender der rechtsextremen Partei LDPR („Liberal-Demokratische Partei Russlands“). Als Duma-Abgeordneter gehörte er auch der Parlamentarischen Versammlung des Europarates an.

## Leben
Sluzki war zwischen 1988 und 1989 stellvertretender Sekretär des kommunistischen Jugendverbands in Moskau. Von 1990 bis 1991 war er Leiter des Präsidiums des Obersten Sowjets der RSFSR und wurde parallel zum Vorgesetzten des innovativen Sektors dieser Instanz befördert. Nach einer kurzzeitigen Tätigkeit als Berater des Exekutivkomitees in der Russischen Union der Industriellen und Unternehmer wechselte Sluzki im Juni 1992 in die Moskauer Stadtverwaltung, wo er bis Ende 1993 als Berater des Bürgermeisters fungierte. Im August 1994 übernahm er die Führung des Verwaltungsrats der Aktiengesellschaft Prominvestbank.
Sluzki studierte am Ökonomisch-Statistischen Institut in Moskau (heute „Moskauer Staatliche Universität für Wirtschaft, Statistik und Informatik“) das Fach Organisationsmanagement und beendete sein Studium 1996 erfolgreich. Er ist Doktor der Wirtschaftswissenschaften. Das Thema seiner Dissertation lautete: „Die Entwicklung des Kleinunternehmertums in der modernen russländischen Ökonomie“. Zwischen 1997 und 1999 hatte er den Posten des stellvertretenden Vorstandsvorsitzenden der Aktiengesellschaft Unikombank inne.
Am 19. Dezember 1999 wurde Sluzki als Abgeordneter vom „Schirinowski-Block“ in die Staatsduma der dritten Legislaturperiode gewählt und wurde bei späteren Parlamentswahlen immer bestätigt. Im Januar 2000 wurde Sluzki stellvertretender Vorsitzender des Duma-Ausschusses für internationale Angelegenheiten, den er spätestens seit 2016 selbst als Vorsitzender leitet. In den 2010er Jahren war er außerdem Vorsitzender des Duma-Ausschusses für GUS-Angelegenheiten. Im Jahr 2000 leitete er die Delegation der Föderalversammlung Russlands bei der Parlamentarischen Versammlung des Europarats (PACE), zu deren Vizepräsidenten er 2012 gewählt wurde. Bis 2012 übte Sluzki zudem die Funktion des zuständigen Koordinators der russisch-französischen Abgeordnetengruppe aus.
Im Februar 2014 leitete er eine Delegation russischer Parlamentarier, die die Krim besuchten und den Bürgern dort eine unbürokratische Ausgabe russischer Pässe in Aussicht stellten. Nach der völkerrechtswidrigen Annexion der Krim 2014 durch Russland wurde Sluzki auf die Sanktionsliste der USA und Norwegens gesetzt.
Im Frühjahr 2018 stand Sluzki kurz vor und nach der Präsidentschaftswahl in Russland im Mittelpunkt einer Mediendebatte um sexuelle Belästigung durch Politiker, nachdem ihm mehrere Journalistinnen übergriffiges Verhalten vorgeworfen hatten.

Präsidentschaftskampagnenlogo von Sluzki

Im Jahr 2024 trat er als Spoilerkandidat bei der Präsidentschaftswahl in Russland an und erhielt 3,2 Prozent der Stimmen.

## Vorwurf der sexuellen Belästigung
Ende Februar 2018 berichtete der oppositionelle Sender TV Doschd von drei Journalistinnen, die sich über Nötigungsversuche Sluzkis beschwert hatten. Kurz darauf traten die Doschd-Produzentin Daria Schuk, die stellvertretende RTVi-Chefredakteurin Jekaterina Kotrikadse und die BBC-Journalistin Farida Rustamowa mit Vorwürfen an die Öffentlichkeit. Rustamowa hatte ihr Gespräch mit Sluzki am 24. März 2017 mit einem Diktiergerät aufgezeichnet, das die Anzüglichkeiten dokumentierte und von der BBC teilweise veröffentlicht wurde. Die anderen Fälle reichten bis 2014 zurück. Der russische Parlamentspräsident Wjatscheslaw Wolodin nahm Sluzki in Schutz und wies die Vorwürfe zurück. Wer sich bei der Arbeit in der Duma gefährdet fühle, solle sich einen anderen Job suchen.

## Korruption und Bestechlichkeit
Der frühere Rechtsanwalt und Oppositionspolitiker Alexei Anatoljewitsch Nawalny und sein Fonds zur Bekämpfung der Korruption (FBK) haben drei investigative Dokumentarfilme über Leonid Sluzki produziert.

### Film 1: „Unsittlicher Abgeordneter. Psychopath. Korrupter Beamter“
Im März 2018 machte der FBK im Videobeitrag „Unsittlicher Abgeordneter. Psychopath. Korrupter Beamter“ die Öffentlichkeit auf verschiedene Verstöße von Sluzki aufmerksam.
Unter anderem geht es im Video um Vermögenswerte, die Sluzki als Beamter verpflichtet ist, öffentlich zu machen. In Rubljowka, einem teuren Vorort von Moskau, besitzt der Abgeordnete seit 1999 ein Haus von 800 m². Sluzki deklarierte 2016 ein dazugehöriges Grundstück von 1.200 m². Doch der FBK recherchierte, dass Sluzki bereits 2008 das benachbarte Waldgrundstück von 1 ha Größe gemietet hat, und zwar bis zum Jahr 2055. Dies hat er in keiner seiner Einkommensdeklarationen offengelegt.
Des Weiteren wird aus der Einkommensdeklaration 2010 ersichtlich, dass Sluzki einen Bentley Continental Flying Spur im Wert von etwa 13 Millionen Rubel besitzt, wobei als Eigentümerin seine Ehefrau angegeben wird. Der FBK weist darauf hin, dass das Jahreseinkommen des Abgeordneten lediglich 2 Millionen Rubel beträgt, also etwa ein Sechstel des Fahrzeugwertes. Auch die Ehefrau hätte mit einem monatlichen Einkommen von 7.000 Rubel nicht die Mittel, einen Bentley zu erwerben. In der Deklaration von 2016 werden zwei weitere Fahrzeuge aufgeführt: Mercedes-Maybach S 500 4MATIC sowie Bentley Bentayga mit einem Neupreis zwischen 15 und 22 Millionen Rubel, erneut auf seine Ehefrau eingetragen. Auch hier hätte die Abgeordnetengattin den Bentley Bentayga mangels eigener Mittel nicht kaufen können, auch wenn sie 2016 das höhere Einkommen von 16.000 Rubel pro Monat vorweisen kann.
Für den Antikorruptionsfonds besteht ein begründeter Verdacht der rechtswidrigen Bereicherung eines Beamten. Artikel 20 des Übereinkommens der Vereinten Nationen gegen Korruption besagt, dass jeder Vertragsstaat alle erforderlichen Maßnahmen zu treffen hat, „um die unerlaubte Bereicherung, das heißt, eine erhebliche Zunahme des Vermögens eines Amtsträgers, die er im Verhältnis zu seinen rechtmäßigen Einkünften nicht plausibel erklären kann, wenn vorsätzlich begangen, als Straftat zu umschreiben“. Der Beamte trage somit die strafrechtliche Verantwortung, wenn seine Vermögenswerte seine offiziellen Einkünfte übersteigen. Allerdings habe Russland, so Nawalny, den Artikel 20 bei der Ratifizierung des UN-Übereinkommens gegen Korruption gestrichen. Der FBK fordert die vollständige Ratifizierung dieses Dokuments, um den Kampf gegen die Korruption in Russland in vollem Umfang aufnehmen zu können.
Besonderes Interesse des FBK weckte der in der Einkommensdeklaration 2016 aufgeführte Mercedes-Maybach, denn bei der Überprüfung stoßen Nawalny und seine Mitarbeiter auf 825 Verkehrsstraftaten, die vom Fahrer des Mercedes-Maybachs zwischen Juni 2017 und März 2018 begangen worden sind. Im Durchschnitt sind dies etwa 3 Verstöße gegen die Straßenverkehrsordnung pro Tag. Gefahren ist zwar nicht Sluzki persönlich, sondern sein Chauffeur. Doch handelte dieser auf Anweisung des Abgeordneten. Nawalny bezeichnet Sluzki in diesem Zusammenhang als einen „sozial gefährlichen Psychopathen“. Auf das Jahr hochgerechnet ergeben sich Strafen von etwa 2 Millionen Rubel. Das heißt, allein für die Verkehrsdelikte werden 40 % seines Jahreseinkommens verwendet. Dies ist ein weiteres Argument, dass der Dumaabgeordnete nicht allein von seinem offiziellen Gehalt leben kann.
All dies seien harte Fakten für die Entlassung Sluzkis aus dem Staatsdienst, betont Nawalny. Er ist überzeugt, dass es genügend Gründe für eine strafrechtliche Untersuchung und anschließende Entlassung von Leonid Sluzki aus dem Staatsdienst gibt: sexuelle Belästigungen und Erniedrigungen von Journalistinnen, Luxusfahrzeuge in seinen Einkommensdeklarationen, die auf Schmiergelder schließen lassen, nicht deklarierte Anmietung eines riesigen Grundstücks und schließlich 825 begangene Verkehrsdelikte, die Zweifel an seiner psychischen Zurechnungsfähigkeit aufkommen lassen. Doch die Entlassung eines Beamten aus dem Staatsdienst aufgrund von Vorwürfen der sexuellen Belästigung, rechtswidriger Bereicherung und Korruption sei im heutigen Russland noch nicht realisierbar, muss Nawalny gestehen.
Nichtsdestotrotz richtete der FBK am 7. März 2018 ein Schreiben an das Komitee der Staatsduma, dem die Kontrolle der Zuverlässigkeit von Angaben über Einkünfte, Eigentum und Verpflichtungen vermögensrechtlicher Art obliegt, mit der Forderung, die vom Gesetz verabschiedeten Maßnahmen zu ergreifen, um Leonid Sluzki vorzeitig von seinen Verpflichtungen als Abgeordneter der Staatsduma zu entbinden.

### Film 2: „Dreistöckiges Penthouse des Abgeordneten Sluzki“
Im Juni 2018 folgte der zweite Dokumentarfilm über die Machenschaften von Sluzki. Allerdings hat nicht Alexei Nawalny die Untersuchungsergebnisse vorgestellt, sondern sein FBK-Kollege Georgi Alburow. Nawalny befand sich zu diesem Zeitpunkt bereits seit drei Wochen in Haft.
Im Januar 2017 berichtete die russische Presse über die an die Staatsanwaltschaft gerichtete Forderung von Sergei Polonski, eines wegen Betrugs angeklagten Geschäftsmanns, gegen die beiden Abgeordneten Leonid Sluzki und Wladimir Ressin ein Strafverfahren einzuleiten, da die beiden von ihm Bestechungsgeschenke in Form eines Penthouses, dessen Bauherr Polonski war, angenommen hatten. Es handelt sich um die oberen drei Stockwerke eines Hochhauses in einem luxuriösen Wohnkomplex, der auch unter der Bezeichnung „Kutuzow-Riviera“ bekannt ist. Der Wert dieses dreistöckigen Penthouses beläuft sich auf 6 Millionen US-Dollar (bzw. 400 Millionen Rubel). Über den Föderalen Dienst für staatliche Registrierung, Kataster und Kartographie (russ. Abkürzung: Rosreestr) erfährt der FBK, dass eine gewisse Lidia Dmitriewna Lyskowa die Eigentümerin des besagten Penthouses ist. Lyskowa ist, obwohl sie einen anderen Nachnamen trägt, die Ehefrau von Leonid Sluzki. Obwohl Polonski seine Anzeige an den Staatsanwalt Juri Jakowlewitsch Tschaika persönlich gerichtet hat, reagierte weder die Staatsanwaltschaft noch sonst eine Behörde darauf. Dies erachtet der FBK als kriminelle Verschleierungshandlung seitens der staatlichen Einrichtungen und fordert erneut die Entlassung von Sluzki aus dem Staatsdienst.

### Film 3: „Wie kauft man einen Bentley? Wir erklären das ganze Schema“
Im Juni 2019 wurde schließlich die dritte filmische Untersuchung durch den FBK veröffentlicht. Hier findet der FBK in der von Sluzki veröffentlichten Erklärung für das Jahr 2018 heraus, dass er sich einen weiteren Bentley für etwa 30 Millionen Rubel gekauft und diesen erneut auf den Namen seiner Ehefrau registrieren lassen hat. Sein Jahreseinkommen beträgt aber nur 5 Millionen Rubel. Unter Heranziehung einer erweiterten Deklaration von Sluzki und seiner Ehefrau, die darin als Rentnerin aufgeführt wird, überprüft der FBK deren Einnahmen und Ausgaben im Jahr 2018. Der Antikorruptionsfonds stellt fest, dass die Rentnerin Lyskowa, mit einem monatlichen Einkommen von 18.000 Rubel, zur Finanzierung des Bentleys ein Darlehen von 25 Millionen Rubel (zinslos und mit einer Laufzeit von 10 Jahren) aufgenommen hat, doch nicht bei einem Kreditinstitut, sondern bei einem gewissen Mardachai Juschwajewitsch Juschwajew. Dieser besaß bis vor kurzem 50 % Anteile am Unternehmen Akkord Specstroj, das 2018 ein öffentliches Ausschreiben in Höhe von 3,3 Milliarden Rubel gewann und nun mit der Instandsetzung von Straßen (300.000 m²) im Moskauer Gebiet beauftragt ist. Darüber hinaus ging das Bauunternehmen aus der Ausschreibung zur Kernsanierung von Mehrfamilienhäusern in Moskau als Sieger hervor. Für den FBK liegen demnach Beweise vor, dass der Bauunternehmer Juschwajew für den Erhalt lukrativer Bau- und Instandsetzungsaufträge Schmiergelder an Sluzki bezahlte.